# Danny Wells
Danny Wells (né le 7 avril 1941 à Montréal, et mort le 28 novembre 2013 à Toronto) est un acteur canadien. 

## Filmographie  sélective

### Cinéma
- 1975 : L'Homme le plus fort du monde de Vincent McEveety : Batteur
- 1975 : L'Infirmière de la compagne casse-cou de Ted Post : Médecin civil
- 1976 : Gus de Vincent McEveety : Arbitre
- 1976 : Un candidat au poil de Robert Stevenson : Un haut-gradé de la police
- 1978 : Goin' Coconuts de Howard Morris : Al
- 1980 : La Bidasse de Howard Zieff : Slick Guy
- 1981 : Body and Soul (en) de George Bowers : Commentateur sportif no 1
- 1982 : Hey Good Lookin' de Ralph Bakshi : Stomper (voix)
- 1984 : La Fille en rouge de Gene Wilder
- 1991 : Chienne de vie de Mel Brooks : Chauffeur
- 1999 : Magnolia de Paul Thomas Anderson : Dick Jennings
- 2001 : Protection de John Flynn : Ryan
- 2002 : Jeux dangereux de K.C. Bascombe : Lieutenant Jackson Craig
- 2006 : Last Kiss de Tony Goldwyn : l'oncle d'Izzy
- 2011 : Textuality de Warren P. Sonoda : Mitch
- 2012 : Old Stock de James Genn : Harold

### Télévision

#### Séries
- 1973 : Lotsa Luck : The Winning Purse (Saison 1 épisode 7) et The Talent Show (Saison 1 épisode 16) : Ernie Kaplan
- 1974 : Shaft : The Murder Machine (Saison 1 épisode 7) : Bookie
- 1974 : Harry O : Coinage of the Realm (Saison 1 épisode 5) : Dispatcher
- 1974 : Rhoda : The Honeymoon (Saison 1 épisode 10) : Le M.C.
- 1974 : L'Homme de fer : Fall of an Angel (Saison 8 épisode 13) : Sallow Fellow
- 1974 : Sanford and Son : The Merger (Saison 4 épisode 14) : Haywood Jones
- 1975 : Columbo : État d'esprit : Gary Keppler ; La Femme oubliée : Employé de librairie
- 1975 : When Things Were Rotten : Those Wedding Bell Blues (Saison 1 épisode 4) : Sir Clyde
- 1975 : Starsky et Hutch : Monty viendra à minuit (Shootout) (Saison 1 épisode 15) : Jeru Maharaja / Harry Sample
- 1975-1985 : The Jeffersons (23 épisodes) : Charlie
- 1976 : Kojak : Pain, amour et sirtaki  (On the Edge) (Saison 3 épisode 16) : Riggs
- 1976 : Les Rues de San Francisco : La Vedette (Superstar) (Saison 4 épisode 21) : Cabby
- 1976 : Ellery Queen, à plume et à sang : Enquête sur un plateau (The Adventure of the Hard-Hearted Huckster) (Saison 1 épisode 21) : Serveur
- 1976 : The Blue Knight : The Pink Dragon (Saison 1 épisode 12)
- 1976 : Good Heavens (en) : The Big Break (Saison 1 épisode 9) : Ziggy Dillman
- 1976 : The Wolfman Jack Show
- 1976 : Sanford and Son : Can You Chop This? (Saison 5 épisode 14) et The Winning Ticket (Saison 6 épisode 6) : Danny Taylor
- 1976 : What's Happening!! : My Three Tons (Saison 1 épisode 4) : Bert Frederick
- 1977 : What's Happening!! : The Tickets (Saison 1 épisode 18) : Plainclothesman
- 1977 : The Sanford Arms : The TV Show (Saison 1 épisode 5) : Balford
- 1978 : Super Jaimie : L'antidote (The Antidote) (Saison 3 épisode 14) : Yanos
- 1978 : L'Île fantastique : Le Grand Saut / Le Pirate (Big Dipper / The Pirate)  (Saison 2 épisode 2) : Brutus
- 1978 : Carter Country  : Roy Pays His Taxes (Saison 1 épisode 20) et The Prisoner of Clinton Corners (Saison 2 épisode 21) : Slippery Sam
- 1979 : Huit, ça suffit ! : Le Déménagement (Moving Out)  (Saison 3 épisode 16) : Ed Foster
- 1979 : Chips : Les marieurs (The Matchmakers) (Saison 2 épisode 17) : Phil Davies
- 1980 : Cher Inspecteur : Un marathon de tout repos (Saison 1 épisode 2), Une curieuse petite amie (Saison 1 épisode 5), Un père digne de son fils (Saison 1 épisode 6), Un prisonnier très spécial (Saison 1 épisode 8) : Eddie l'indicateur
- 1981 : Huit, ça suffit ! : Le Grand Dilemme (Darlene Dilemma) (Saison 5 épisode 10) : Easy Art
- 1981 : Chips : Ponch et consort - 1re partie (Ponch's Angels - Part 1)  (Saison 4 épisode 14) et Ponch et consort - 2e partie (Ponch's Angels - Part 2) (Saison 4 épisode 15) : Gordy
- 1982 : Lou Grant  : Jazz (saison 5 épisode 9) : Vince
- 1982 : Happy Days : L'Avenir de Chachi (Chachi's Future) (Saison 9 épisode 20) : Mr. Parker
- 1982 : Ralph Super-héros : Captain Bellybuster and the Speed Factory (Saison 2 épisode 20) : Bruce Warful
- 1983 : Amanda's : The Man Who Came on Wednesday (saison 1 épisode 3)
- 1983 : The Rousters : The Rousters (saison 1 épisode 1) : Arnold Lane
- 1983 : Agence tous risques : Et c'est reparti (One More Time) (saison 1 épisode 11) : Réalisateur
- 1983 : L'Homme qui tombe à pic : K.O. (TKO)  (saison 3 épisode 6) : Mel Bresins
- 1984 : Agence tous risques : Souvenirs (Curtain Call) (saison 2 épisode 23) : Artie Simmons ; Au-delà de la rivière - 1re partie (The Bend in the River - Part 1)  (saison 3 épisode 2) et Au-delà de la rivière - 2e partie (The Bend in the River - Part 2)  (saison 3 épisode 3) : Réalisateur
- 1984 : Arabesque : L’Assassinat de Sherlock Holmes (The Murder of Sherlock Holmes) (pilote) (saison 1 épisode 1) : Présentateur de talk show
- 1984 : Ricky ou la Belle Vie : La Grande Classe (Mr. Cool) (saison 2 épisode 15) : Mac
- 1984 : Riptide : Les Mousquetaires (Four-Eyes) (saison 1 épisode 8) : Myron Bell
- 1985 : Ricky ou la Belle Vie : Quand allons-nous nous marier ? (Marry Me, Marry Me — Part. 2) (saison 3 épisode 19) : Waiter
- 1985 : Rick Hunter : Le Dernier Meurtre (The Last Kill) (Saison 1 épisode 17) : Murray Green
- 1986 : L'Homme qui tombe à pic : Plein Feux Sur Les Cailloux (No Rms Ocean Vu)  (saison 5 épisode 9) : Alex
- 1986 : Riptide : Quand la télé s’en mêle (If You Can’t Beat ’Em, Join ’Em) (saison 3 épisode 20) : Myron Bell
- 1986 : ABC Weekend Specials : Liberty and the Littles (saison 10 épisode 3) : voix
- 1986 : Petite Merveille : The Company Takeover (saison 1 épisode 19) : Discount Dale ; Crazy Like a Fox (saison 2 épisode 6) : Discount Eddie
- 1987 : Punky Brewster : La lecture, l'écriture et le Rock'n'roll (Reading, Writing and Rock & Roll)  (saison 3 épisode 1) : Manager
- 1989 : Petite Merveille : Hooray for Hollyweird! (saison 4 épisode 20) : H.L.
- 1989 : Super Mario Bros. (65 épisodes) : Luigi
- 1990 : The Outsiders : Carnival (saison 1 épisode 9) : Barker
- 1990 : Barnyard commandos : voix
- 1991 : Rick Hunter : Pris sur le vif  (The Reporter) (Saison 7 épisode 15) : Jake Flam
- 1993 : Batman : Monsieur Pingouin (Birds of a Feather)  (Saison 1 épisode 47) : Voix d'un garde
- 1993 : Le Rebelle : Les Gladiateurs - 1re partie (Fighting Cage - Part 1) (Saison 1 épisode 21) et Les Gladiateurs - 2e partie (Fighting Cage - Part 2) (Saison 1 épisode 22) : Athletica 2000 M.C.
- 1997 : Johnny Bravo : Date with an Antelope/Did You See a Bull Run by Here?/Cookie Crisis (Saison 1 épisode 4) : The Bull (voix)
- 1998 : One World  : What's in a Name? (saison 1 épisode 2) : L'homme sur la plage
- 1999 : Crashbox : Annonceur pour Poop Or Scoop
- 2004 : Patates et Dragons : Hugo III
- 2004 : Cosmic Cowboys : Dook
- 2005 : Tilt : Boyle (1 épisode)
- 2006 : At the Hotel : Marty Kay (1 épisode)
- 2006-2007 : Glurp Attack (6 épisodes) : le détective
- 2008 : Willa's Wild Life : Gus
- 2009 : Flashpoint : Rendez-vous de l’autre côté (Behind the Blue Line) (saison 2 épisode 18) : Charlie
- 2010 : Les Aventuriers de Smithson High : L'Argent de Dillinger (Public School Enemies)  (Saison 1 épisode 6) : Eddie MacIntosh
- 2011 : Eddy Noisette : Children of the Acorn : voix
- 2011 : Blue Mountain State : Curieux secrets (Fun Facts) (Saison 3 épisode 8) : Mickey O'Toole
- 2013 : Rookie Blue : Pour le meilleur et pour le pire (For Better, for Worse) (Saison 4 épisode 8) : Walter

#### Téléfilms
- 1974 : Roll, Freddy, Roll! (en) de Bill Persky : Employé de la patinoire
- 1976 : Flo's Place de Don Weis : Abner
- 1977 : The Hunted Lady de Richard Lang : Wally
- 1978 : A Guide for the Married Woman de Hy Averback : Serveur du Cracked Crab
- 1979 : The Man in the Santa Claus Suit de Corey Allen : Chandler
- 1980 : Patrouille de nuit à Los Angeles de Bernard L. Kowalski : Eddie Kopeck
- 1981 : Harry's Battles  de Alan Rafkin : Herb
- 1983 : The Rousters de E. W. Swackhamer : Arnold Lane
- 1983 : Great Day de Michael Preece : Dresseur de chien
- 1986 : Heathcliff: The Movie de Bruno Bianchi : voix
- 2000 : Quoi de neuf docteur? (titre original : The Growing Pains Movie) de Alan Metter : Un passant
- 2001 : Snow in August de Richard Friedenberg : Abbot
- 2001 : The Killing Yard de Euzhan Palcy : Mort
- 2002 : Gleason de Howard Deutch : Jack L. Warner
- 2010 : Vacances avec Derek de Michael McGowan : Mr. Sampson
- 2012 : The Cat in the Hat Knows a Lot About Christmas! de Tony Collingwood et Steve Neilson : Voix
- 2012 : Coup de foudre à 3 temps de John Bradshaw : Eddie